# Bicaz-Chei
Bicaz-Chei è un comune della Romania di 4 798 abitanti, ubicato nel distretto di Neamț, nella regione storica della Moldavia. 
Il comune è formato dall'unione di 4 villaggi: Bicaz-Chei, Bârnadu, Gherman, Ivaneș.
Il comune prende nome dalle Gole del Bicaz (Cheile Bicazului), un lungo orrido formato dal fiume Bicaz che costituisce uno stretto passaggio che unisce la Moldavia alla Transilvania.

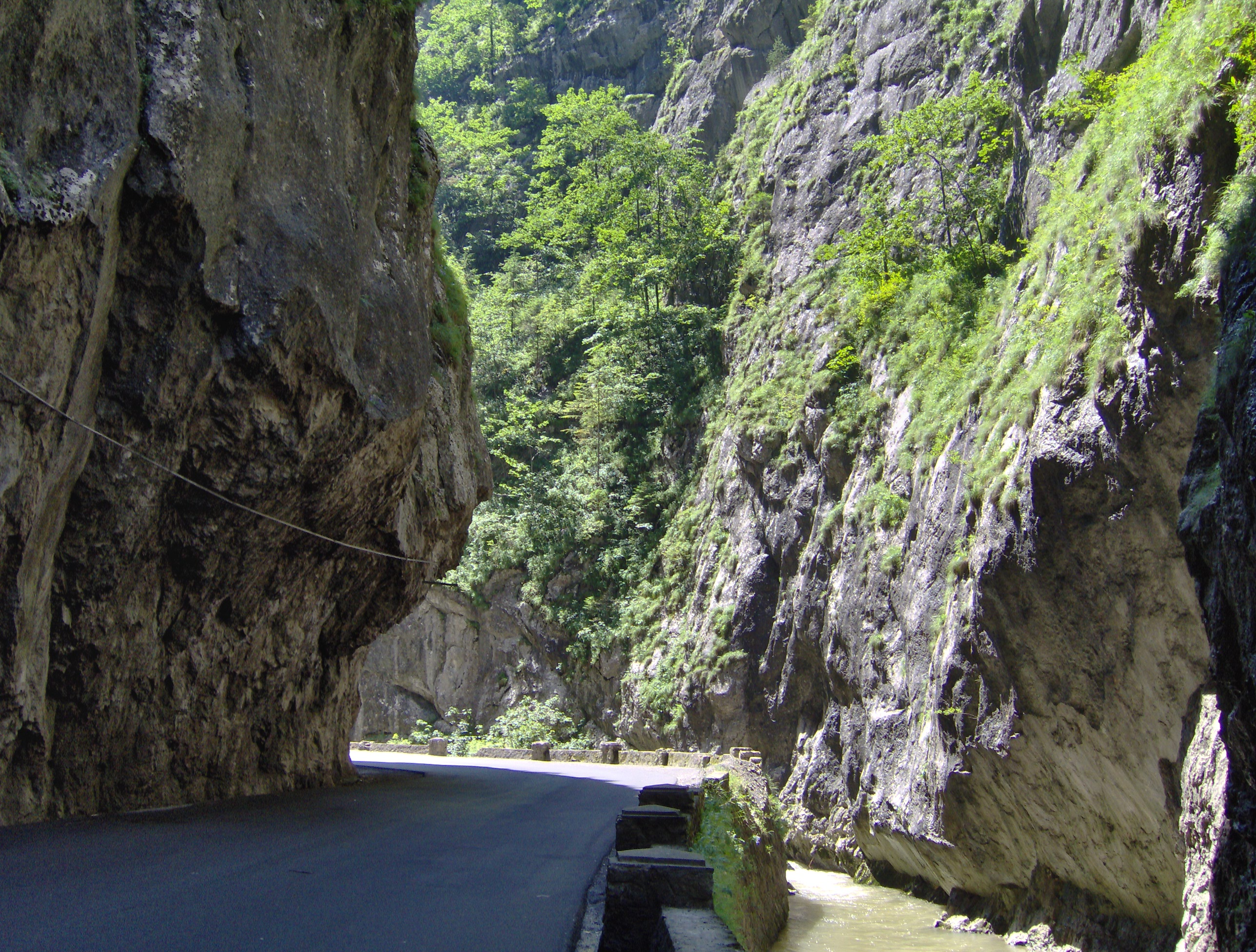
Le Gole del Bicaz